# فرار از معبد
فرار از معبد یا تمپل ران (به انگلیسی: Temple Run) یک بازی ویدئویی و هیجانی، ساختهٔ ایمانجی استودیو است که توسط کیس شفرد و همسرش ناتالیا لوکیانوا ساخته شده است. این بازی در سال ۲۰۱۱ برای آی‌اواس و در سال ۲۰۱۲ برای اندروید و در سال ۲۰۱۳ برای ویندوز فون منتشر شده‌است.